# 에치고토키메키 철도 묘코 하네우마 라인
묘코 하네우마 라인(일본어: 妙高はねうまライン)은 에치고토키메키 철도의 철도 노선이다. 일본 니가타현 묘코시에 위치한 묘코코겐역과 니가타 현 조에쓰시에 위치한 나오에쓰역을 잇는다.

## 역사
- 2015년 3월 14일: 호쿠리쿠 신칸센 나가노 ~ 가나자와 구간 연장 개통에 따라 동일본 여객철도(JR 동일본) 신에쓰 본선으로부터 이관.

## 운행 형태
기본적으로 묘코코겐 ~ 나오에쓰 구간을 왕복 운행한다. 묘코코겐에서부터 시나노 철도 시나노 철도선으로 직결 운행은 하지 않는다.
아침 시간대에 신에쓰 본선 가시와자키 방면으로부터 직결 운행하는 열차가 에치고토키메키 철도 ET127계 전동차로 운행되며 니가타 방면으로 직결 운행하는 괘속 열차가 JR동일본 115계 전동차로 운행된다. 니가타에서 직결 운행하는 특급 시라유키는 JR동일본 E653계 전동차로 운행된다.
기타 호쿠에쓰 급행 호쿠호쿠 선으로 직결 운행하는 열차가 설정된다.

## 차량
- 에치고토키메키 철도 ET127계 전동차
- JR동일본 115계 전동차(아라이 ~ 나오에쓰)
- JR동일본 E653계 전동차(아라이 ~ 나오에쓰, 특급 시라유키 전용)
- 호쿠에쓰 급행 HK100형 전동차(아라이 ~ 나오에쓰, 호쿠호쿠 선 직결 운행 열차)

## 역 목록
| 역 이름      | 일본어 이름 | 역간 거리 (km) | 영업 거리 (km) | 접속 노선                                                                                       | 소재지   | 소재지    |
| ------------ | ----------- | -------------- | -------------- | ----------------------------------------------------------------------------------------------- | -------- | --------- |
| 묘코코겐     | 妙高高原    | -              | 0.0            | 시나노 철도 시나노 철도선                                                                       | 니가타현 | 묘코시    |
| 세키야마     | 関山        | 6.4            | 6.4            |                                                                                                 | 니가타현 | 묘코시    |
| 니혼기       | 二本木      | 8.3            | 14.7           | 조에쓰시                                                                                        | 니가타현 |           |
| 아라이       | 新井        | 6.3            | 21.0           | 묘코 시                                                                                         | 니가타현 |           |
| 기타아라이   | 北新井      | 2.9            | 23.9           | 묘코 시                                                                                         | 니가타현 |           |
| 조에쓰묘코   | 上越妙高    | 3.4            | 27.3           | 호쿠리쿠 신칸센 (이야마·도쿄 방면은 동일본 여객철도 이토이가와·가나자와 방면은 서일본 여객철도) | 니가타현 | 조에쓰 시 |
| 미나미타카다 | 南高田      | 1.7            | 29.0           |                                                                                                 | 니가타현 | 조에쓰 시 |
| 다카다       | 高田        | 2.0            | 31.0           |                                                                                                 | 니가타현 | 조에쓰 시 |
| 가스가야마   | 春日山      | 3.9            | 34.9           |                                                                                                 | 니가타현 | 조에쓰 시 |
| 나오에쓰     | 直江津      | 2.8            | 37.7           | 니혼카이 히스이 라인 동일본 여객철도 신에쓰 본선(가시와자키·호쿠호쿠 선 방면)                   | 니가타현 | 조에쓰 시 |